# ای-۱۰۲۷
ویلا ای-۱۰۲۷ (به فرانسوی: Villa E-1027) یک ویلای مدرنیستی در رکبرون-کاپ-مارتن، در بخش آلپ-ماریتیم فرانسه است. از سال ۱۹۲۶ تا ۱۹۲۹ میلادی توسط معمار و طراح مبلمان ایرلندی آیلین گری طراحی و ساخته شد. ای-۱۰۲۷ به شکل ال (L) و سقف-مسطح با پنجره‌های از کف-تا-سقف و راه‌پله مارپیچ به اتاق مهمان، هم باز و هم جمع و جور بود. این اولین اثر بزرگ گری در نظر گرفته می‌شود که مرز بین معماری و دکوراسیون را نامشخص می‌سازد، و بسیار شخصی‌سازی می‌شود تا با سبک زندگی ساکنان آن مطابقت داشته باشد. نام خانه، ای-۱۰۲۷، کد آیلین گری و ژان بادویسی، 'ای' مخفف آیلین، '۱۰' ژان، '۲' بادویسی، '۷' گری است. نام رمزگذاری شده روشی بود که آیلین گری برای نشان دادن رابطۀ خود به عنوان عاشق در زمانی که ساخته شد.
شناسایی دقیق مشارکت‌های فردی، گری یا بادویسی در ای-۱۰۲۷ غیرممکن است. گری همچنین مبلمانی را برای خانه طراحی کرد، از جمله یک میز فولادی لوله‌ای که به خواهرش امکان می‌داد صبحانه را در رختخواب بخورد بدون اینکه خرده‌هایی روی ملحفه‌ها باقی بماند، زیرا رویۀ قابل تنظیمی بود که خرده‌ها را می‌گرفت.
گری و بادویسی مدت کوتاهی پس از اتمام ساخت خانه از هم جدا شدند. گری شروع به کار بر روی یک خانه جدید به نام تمپ آ پایا، در نزدیکی منتون در سال ۱۹۳۱ کرد. ویلای تمپ آ پایا توسط گری با مبلمان انعطاف‌پذیر طراحی شده برای صرفه جویی در فضا مبله شد. تنها خانه‌ای که بعداً توسط گری طراحی شد، لو پرو در سن-تروپه، کاملاً از نظر معماری توسط او ساخته شد.